# Takanori Kono
Takanori Kono –en japonés, 河野孝典, Kono Takanori– (Nozawaonsen, 7 de marzo de 1969) es un deportista japonés que compitió en esquí en la modalidad de combinada nórdica. 
Participó en dos Juegos Olímpicos de Invierno, obteniendo tres medallas, una de oro en Albertville 1992, en la prueba por equipo (junto con Reiichi Mikata y Kenji Ogiwara), y dos en Lillehammer 1994, oro en la prueba por equipo (con Masashi Abe y Kenji Ogiwara) y plata en el trampolín normal + 15 km individual.
Ganó dos medallas de oro en el Campeonato Mundial de Esquí Nórdico, en los años 1993 y 1995.

## Palmarés internacional
| Juegos Olímpicos   | Juegos Olímpicos      | Juegos Olímpicos | Juegos Olímpicos          |
| Año                | Lugar                 | Medalla          | Prueba                    |
| ------------------ | --------------------- | ---------------- | ------------------------- |
| 1992               | Albertville (Francia) | Medalla de oro   | TN + 3 × 10 km por equipo |
| 1994               | Lillehammer (Noruega) | Medalla de oro   | TN + 3 × 10 km por equipo |
| 1994               | Lillehammer (Noruega) | Medalla de plata | TN + 15 km individual     |
| Campeonato Mundial |                       |                  |                           |
| Año                | Lugar                 | Medalla          | Prueba                    |
| 1993               | Falun (Suecia)        | Medalla de oro   | TN + 3 × 10 km por equipo |
| 1995               | Thunder Bay (Canadá)  | Medalla de oro   | TN + 4 × 5 km por equipo  |